# CS Universitatea Craiova (1948)
Universitatea Craiova a fost unul dintre cele mai titrate cluburi de fotbal din România, fiind și prima echipă românească de fotbal ajunsă în semifinalele Cupei UEFA.
Înființată în 1948, echipa a reprezentat secția de fotbal a Clubului Sportiv Universitar Craiova, care aparținea statului român, prin intermediul Uniunii Naționale a Studenților din România (UNSR). În 1950 a fost redenumită Știința Craiova, nume rămas și astăzi drag multora dintre suporterii Universității Craiova. În 1966 clubul a luat numele de Universitatea Craiova.
A fost prima echipă din România care s-a calificat într-o semifinală de cupă europeană la fotbal, în sezonul 1982-1983 și prima echipă din România calificată în sferturile de finală ale Cupei Campionilor Europeni, în sezonul 1981-1982; de asemenea a fost prima echipă din România care a eliminat formații din Germania (Kaiserslautern) și Anglia (Leeds United).
Era supranumită campioana unei mari iubiri, nume care reflectă popularitatea echipei. Această titulatură, devenită notorie, i-a fost dată de către Adrian Păunescu.
Din anul 1966, echipa a jucat pe stadionul Ion Oblemenco după finalizarea construcției acestuia, inițial numindu-se stadionul Central. După moartea celui mai iubit dintre jucătorii echipei, Ion Oblemenco, s-a luat hotărârea ca stadionul să preia numele idolului din Bănie.
În 1991, secția de fotbal s-a separat de clubul sportiv și a activat până în 1994 sub numele de FC Universitatea Craiova. Pentru a se alinia la normele UEFA și FIFA, în acel an clubul s-a organizat sub numele de „Asociația Sportivă FC U Craiova”, omițând însă să obțină de la Universitatea din Craiova trecerea în statut a palmaresului, logotipului și culorilor clubului, și întrerupând astfel continuitatea juridică a vechii echipe. Loialitatea suporterilor locali și susținerea autorităților s-au transferat asupra noii echipe, controverse identitare apărând abia după 2011, când acel club a fost dezafiliat de la Federația Română de Fotbal. La momentul actual, CS U Craiova este deținătoarea de drept a mărcii, prin asocierea cu Clubul Sportiv ce deține marca și însemnele clubului, în vreme ce echipei FC U Craiova i s-a interzis dreptul de a purta numele de "Universitatea Craiova".
Pe 12 iunie 2025, Înalta Curte de Casație și Justiție a admis recursul formulat de Adrian Mititelu împotriva deciziei Curții de Apel Timișoara, în ceea ce privește palmaresul, și a trimis cauza spre rejudecare. În urma acestei decizii, se revine provizoriu la situația de dinainte de începerea procesului, astfel că nici FCU 1948 Craiova, nici CS U Craiova nu își pot atribui palmaresul din perioada 1948-1991.

## Istoric

### Primii ani de fotbal la Craiova (1921–1958)

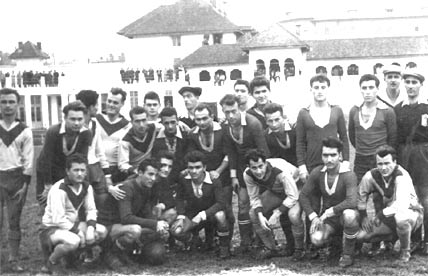
UNSR Craiova în 1948.

Istoria fotbalului în orașul Craiova a început în 1921, când au fost înființate primele echipe: Craiovan Craiova și Rovine Grivița Craiova. În 1940, cele două tabere s-au contopit în ceea ce a rezultat a fi unul dintre cele mai de succes cluburi românești din perioada interbelică, FC Craiova, care a fost și prima echipă a orașului care a câștigat Liga I. Totuși, titlul 1942–43 nu este recunoscut oficial de FRF și LPF din cauza caracterului neoficial al competiției din acel sezon.
Imediat după înființarea primei instituții de învățământ universitar – Institutul de Mașini și Aparate Electrice – un grup de profesori și studenți au înființat în 1948 CSU Craiova, un club sportiv cu secții de atletism, volei, handbal, tenis de masă, șah și fotbal.
Sub coordonarea Ministerului Învățământului Public și a Uniunii Naționale a Studenților din România, s-a format echipa de fotbal UNSR Craiova ( Uniunea Națională a Studenților din România ) și s-a înscris la campionatul județean. Primul meci oficial a avut loc la Filiași pe 5 septembrie 1948, „Studenții” fiind învinși cu 6–3. Tricoul alb-albastru a fost îmbrăcat în premieră de următoarea formație: Dumitrescu – Rădulescu, Mihăilă I, Carli – Ozon, Mihăilă II – Sabin, Ilie, Bădescu, Tudor, Serghi, sub comanda antrenorului principal N. Polojinski.
În 1950, secția de fotbal și-a schimbat numele din UNSR Craiova în CSU Craiova, același nume ca și clubul-mamă. În 1951, CSU Craiova l-a învins cu 6–0 pe rivala locală, Constructorul Craiova, în ceea ce urma să fie primul meci oficial disputat în Cupa României. În 1953 clubul și-a schimbat din nou numele, de data aceasta în Știința Craiova, iar un an mai târziu la play-off-ul de promovare a Diviziei B, găzduit la Arad, Știința, antrenată de Nicolae Oțeleanu, s-a calificat în sezonul 1955, promovând astfel pentru prima. timp din istoria sa la nivelul celui de-al doilea eșalon. Clubul a retrogradat înapoi în Divizia Cdupă doar un sezon și a rămas la acel nivel până în 1958.

### Universitatea, o echipă în ascensiune (1958–1970)

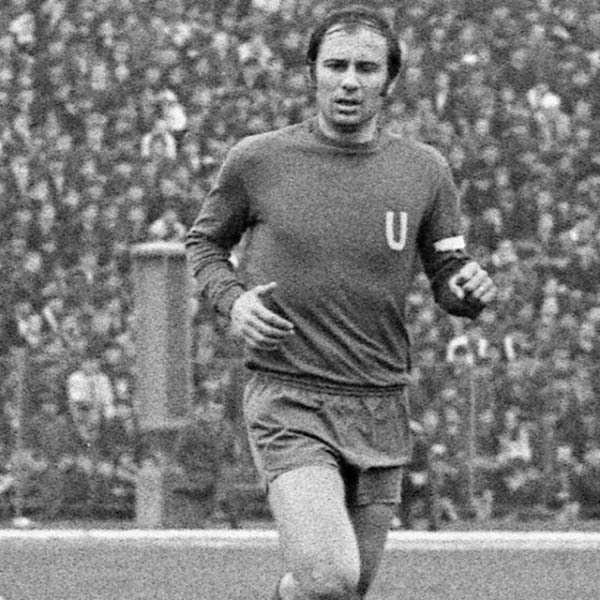
Ion Oblemenco, unul dintre simbolurile clubului.

În 1958 Știința a promovat pentru a doua oară în liga secundă după o luptă pe muchia cuțitului în seria a 3-a a Diviziei C împotriva Unirei Râmnicu Vâlcea, la finalul sezonului ambele echipe au terminat cu 34 de puncte, dar cu avantajul de meciuri directe pentru echipa alb-albastre. În primul sezon după promovare, Craiova a terminat doar pe locul 13, din 14, dar s-au făcut progrese în sezoanele următoare: 1959–60 – 10, 1960–61 – 2, dar departe de locul 1 ocupat de Dinamo Pitești, 1961–62 – a IV-a, 1962–63 – a IV-a. Sezonul 1963–64 din Divizia B a fost unul dramatic, cu o luptă în patru pentru promovare în prima serie a ligii a doua. La final, Elevii au câștigat promovarea, dar au terminat la același număr de puncte cu locul 2, Metalul Târgoviște, la un punct în fața locului 3, Poiana Câmpina și două puncte peste locul 4, Dinamo Bacău. Acest „act istoric” a fost „semnat” de către antrenorul principal Nicolae Oțeleanu și următorii jucători: Dumitrescu, Vasilescu, Geleriu, Lungan, Constantin Deliu, Bărbulescu, Tetea, Ganga, Anton, Lovin, Onea, Vișan, Stanciu, Ion Papuc, C. Stesnescu, A. Stenescu.

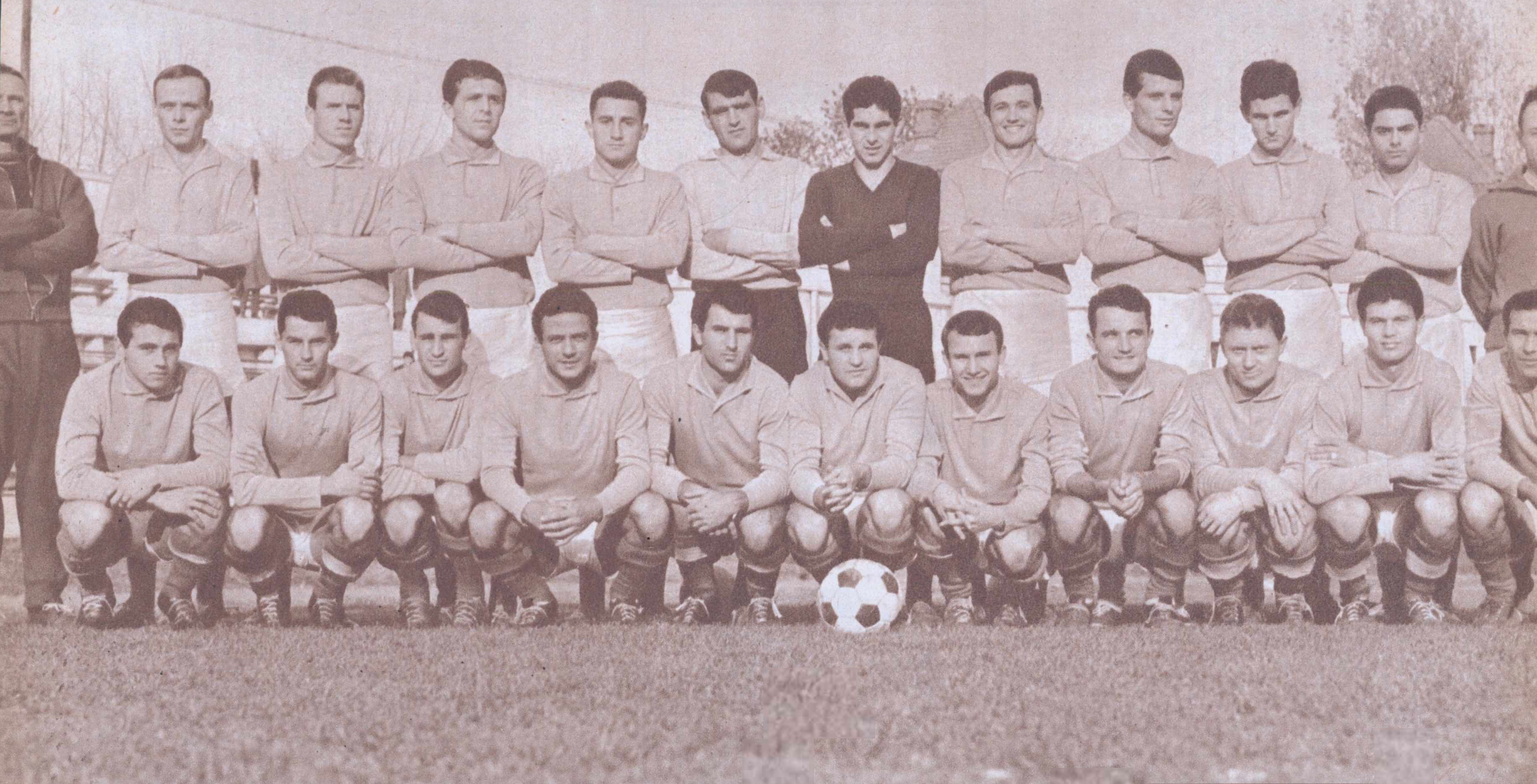
Echipa în sezonul 1965-1966

La fel ca la promovările anterioare, primul sezon din Divizia A a fost unul foarte greu pentru alb-albaștrii care au salvat de la retrogradare în ultimele runde, cu doar un punct mai mult decât prima echipă retrogradată, Minerul Baia Mare. Sfârșitul sezonului următor a găsit-o pe Știința pe locul 8, la mijlocul clasamentului, și puneau deja primele baze ale unei echipe capabile să emită pretenții la titlu.
În vara anului 1966, clubul și-a schimbat din nou numele, de data aceasta din Știința Craiova în Universitatea Craiova. Cu toate acestea, suporterii au continuat să includă în scandările și încurajările lor numele Știința. În momentele grele ale jocurilor se știe că suporterii Universității tind să scandeze: Hei, hei, hai Știința!
Întrucât Universitatea a urmat sezoane de rezultate contrastante, în unele dintre ele echipa a încântat publicul în altele mai puțin, dar a rămas în prima divizie, indiferent de situație: 1966–67 – 3, 1967–68 – 11, 1968–69 – 7, 1969–70 – a 4-a. Au fost 12 ani de construire și finalizare a unei echipe care ar încânta publicul în următoarele două decenii.

### Campionul unei mari iubiri (1970–1979)

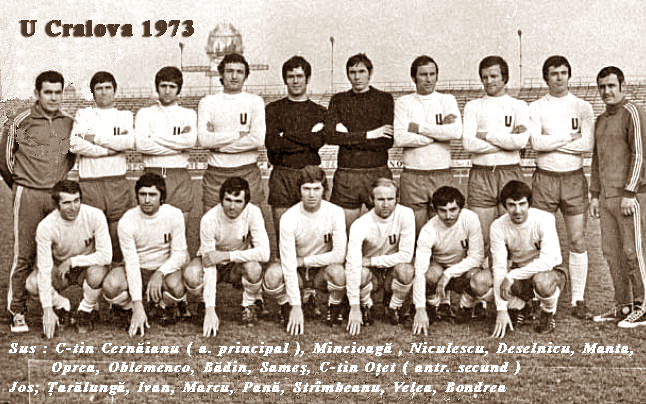
Echipa Universitatea Craiova (1973–74).

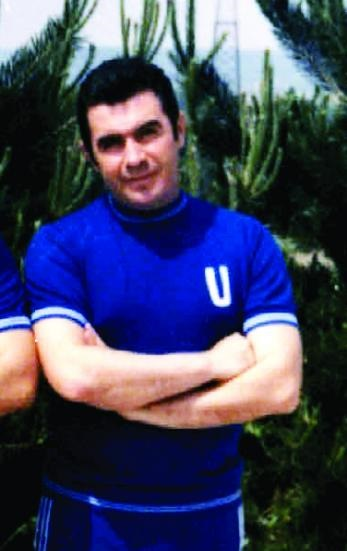
Constantin Cernăianu a condus clubul la primul său titlu de ligă.

Craiova a început anii '70 cu o echipă construită în jurul lui Ion Oblemenco și cu jucători de o anumită valoare precum: Petre Deselnicu, Teodor Țarălungă, Lucian Strâmbeanu sau Dumitru Marcu, printre alții. Începutul deceniului nu a fost cel mai convingător, dar unul decent, locul 6 la sfârșitul sezonului 1970–71 și locul 8 la sfârșitul anilor 1971–72. Primele încercări ale elevilor de a străluci au avut loc în sezonul 1972–73, terminând la tot atâtea puncte cu Dinamo București, titlul de campioană a fost luat de Dinamo, datorită unui golaveraj mai bun. Acest sezon a rămas în istorie ca anotimpul nașterii poreclei: „Campionul unei mari iubiri”, poreclă creată de poetul Adrian Păunescu, mare fan al echipei din Bănie, el a numit-o pe Dinamo doar ca campioană. a tarii, indicand oarecum imprejurarile suspecte, in care se spunea, ca Craiova a pierdut titlul.
În sezonul 1973–74 lupta pentru titlu a fost din nou între Universitatea și Dinamo, dar de această dată Craiova a câștigat titlul cu un avans de un punct în fața lui Dinamo, fiind prima echipă a unei Universități care a câștigat un titlu național în Europa. Realizarea a fost mai fabuloasă cu cât Dinamo era considerată o echipă răsfățată a regimului comunist, care a influențat adesea și rezultatele și, de asemenea, după incidentele din ultimul sezon, Universitatea a fost văzută tot mai mult ca un reprezentant al poporului, al omului simplu, în lupta cu regimul comunist, a fotbalului pur și a fotbalului jucat pe teren împotriva celui dominat de aranjamente și influențe, așa că fraza Campionul unei Mari Iubiri a căpătat o putere tot mai mare, inclusiv în anii următori. Lotul istoric care a câștigat primul titlu a fost antrenat de Constantin Cernăianu și Constantin Oțet și a avut următorii jucători incluși: Oprea, Manta – Niculescu, Bădin, Deselnicu, Velea, Strâmbeanu, Ivan, Niță, Balaci, Berneanu, Țarălungă, Oblemenco, Bălan, Pană, Boc, Ștefănescu, Marcu, Stăncescu, Kiss, Chivu, Negrilă și Constantinescu.
A urmat un sezon 1974–75 care a adus prima prezență în Cupa Europei UEFA, un dublu meci împotriva echipei suedeze Åtvidaberg, pierdut cu 3–4 la total, dar un loc 3 decent la sfârșitul campionatului. Sezonul 1975–76 a adus o cădere semnificativă, echipa încheiend sezonul abia pe locul 6 și anunțând schimbarea generației în echipă. În ultimul sezon al legendarului Ion Oblemenco în tricoul alb-albastru al Universității, așteptările nu au mai fost atât de mari, însă craiovenii au uimit din nou publicul, câștigând pentru prima dată în istoria sa Cupa României într-o finală. împotriva Steaua București, fiind modalitatea generației lui Oblemenco de a-și lua rămas-bun de la suporteri. Tot în Divizia A echipa a terminat pe locul 3.
Odată cu schimbul de generații făcut, Universitatea a continuat să impresioneze în 1978 apărându-și trofeul Cupei României, câștigat în urmă cu un an, de data aceasta împotriva Olimpiei Satu Mare și un loc 6 în Divizia A. Sezonul 1978–79 s-a încheiat pe locul 4, iar în Cupa Cupelor UEFA clubul a fost eliminat în primul tur de Fortuna Düsseldorf.

### Craiova Maxima (1979–1991)

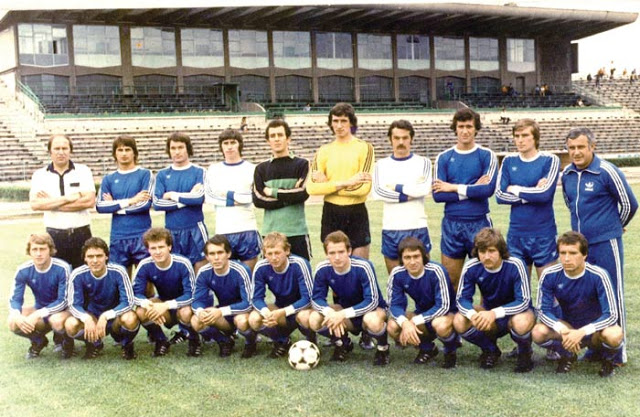
Universitatea Craiova (1980–81).

Craiova Maxima a fost a doua generație de aur a Universității și o echipă care a înregistrat, mai ales la începutul și mijlocul anilor 80, cea mai notabilă performanță continentală din istoria clubului. A fost o echipă formată din foarte mulți jucători care au crescut în apropierea primei echipe de aur și, de asemenea, această echipă a dat o mare parte din „scheletul” naționalei de fotbal a României precum: Ilie Balaci, Rodion Cămătaru, Costică Ștefănescu, Zoltan Crișan, Ion Geolgău, Aurel Beldeanu, Costică Donose și Silviu Lung, printre alții.

La sfârșitul anilor 1979–80 a fost încoronat pentru a doua oară campioana României. Lotul: Boldici, Lung – Negrilă, Tilihoi, Ștefănescu, Ungureanu, Țicleanu, Balaci, Beldeanu, Crișan, Donose, Cămătaru, Geolgău, Cârțu, Irimescu, Purima și Ciupitu – antrenori Valentin Stănescu și Ion Oblemenco. În această formulă Universitatea a făcut o mare campanie pentru Cupa UEFA prin eliminarea Wiener SC și Leeds United până când a fost oprită cu greu în turul al treilea de echipa germană Borussia Mönchengladbach, scor 1–2 la general.

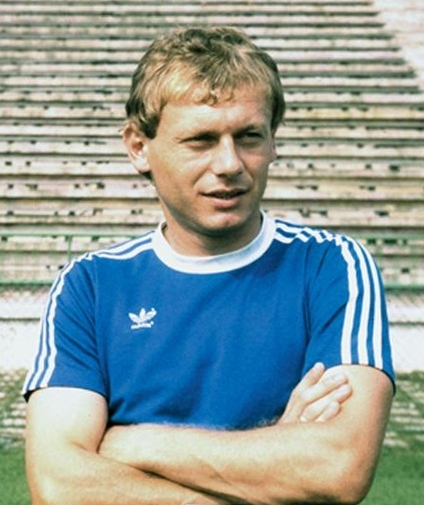
Ilie Balaci, membru al ambelor echipe de aur a Universitatii si desemnat Fotbalistul român al anului in 1981 si 1982

Echipa a prins aripi și a făcut un sezon fantastic 1980–81, reușind dubla istorică, cupa și campionatul. În urma acestei performanțe, elevii s-au calificat la Cupa Campionilor Europeni 1981-82 unde Craiova Maxima a devenit din ce în ce mai vizibilă prin eliminarea lui Olympiacos și Kjøbenhavns Boldklub, fiind opriți în sferturile de finală de Bayern Munchen, scor 1–3 la total.
Prezența de lungă durată în Cupele Europene a afectat echipa, care a terminat doar pe locul 2, dar calificându-se în Cupa UEFA și scriind istorie pe tot parcursul sezonului 1982–83, fiind prima echipă din istoria României care s-a calificat într-o semifinala a unei cupe europene . Sub conducerea lui Constantin Oțet și Nicolae Ivan, alb-albaștrii au scos nume importante în fotbalul european, precum Fiorentina (campioana Italiei), Bordeaux și Kaiserslautern. În semifinală, Universitatea a întâlnit Benfica, de două ori campioană a Europei și de trei ori Cupă a Europeifinaliști la acea vreme. După două egaluri, portugheza a avansat în finală la total goluri în deplasare. În Divizia A, echipa a terminat din nou pe locul 2.
Următorii ani au găsit Universitatea Craiova ca o prezență constantă în prima parte a clasamentului: 1983–84 – 3, 1984–85 – 4, 1985–86 – 3, 1986–87 – 5, 1987–88 – 5, 1988 –89 – 5-a și 1988–89 – 3-a. De asemenea, echipa a avut o prezență constantă în Cupele Europene eliminând echipe remarcabile precum: Real Betis, Olympiacos, AS Monaco sau Galatasaray, dar nu s-au mai calificat niciodată mai departe de turul al treilea. Studenții au pierdut și o finală a Cupei României în 1985, cu 1–2 împotriva Steaua București.
În 1991, Universitatea Craiova a atins din nou vârful fotbalului românesc, când a facut evenimentul, lotul fiind format din: Prunea, Mănăilă, Săndoi, Ad. Popescu, Mogoșanu, Ciurea, Olaru, Cristescu, Zamfir, Badea, Pigulea, Agalliu, Craioveanu și Neagoe au fost ultimii jucători care au sărutat trofeul de campionat, alături de antrenorii Sorin Cârțu și Ștefan Cioacă.

### Suișuri și Coborâșuri (1991–2010)

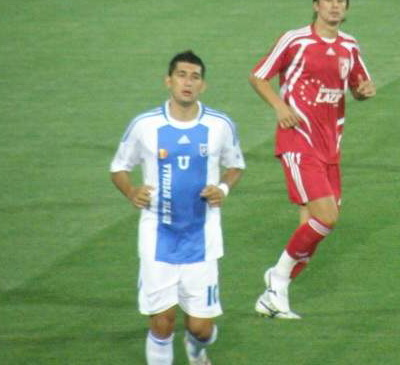
Florin Costea, unul dintre cei mai remarcabili jucatori ai Universitatii Craiova din anii 2000

În 1991, Universitatea Craiova și-a cucerit ultimul titlu național și Cupa României, sub conducerea lui Sorin Cârțu. Totuși, în același an, Clubul Sportiv Universitatea Craiova și-a desprins secția de fotbal, iar Fotbal Club Universitatea Craiova și-a continuat tradiția până la începutul anilor 2010. În 1994, echipa a fost preluată de o organizație non-profit, sponsorizată de omul de afaceri George Constantin Păunescu. Trei ani mai târziu, Universitatea Craiova a devenit prima echipă din România organizată 100% ca societate comercială, o tendință ce avea să marcheze trecerea oficială a fotbalului românesc la statutul de profesionism. Acționarii erau mai multe societăți comerciale, printre finanțatori numărându-se George Ilinca și Dinel Staicu. După rezultatele dezamăgitoare din Cupa Campionilor Europeni 1991-92 și Cupa UEFA 1992-93, Universitatea Craiova a cunoscut gloria internă câștigând Cupa României 1992-93 și clasându-se pe podium în același an. După aceea, a participat la Cupa Cupelor 1993-1994, unde a fost eliminată de echipa franceză, Paris Saint-Germain . În sezoanele următoare, Craiova va termina pe locul doi în campionat în 1993–94 și, respectiv, 1994–95 și va pierde două finale de cupă în 1993–94 și 1997–98 , participând și la Cupa UEFA 1994-1995 și Cupa UEFA 1995-1996.
În 2000, acționar a devenit Gheorghe Nețoiu, care a transformat echipa într-un satelit al lui FC Dinamo București, club la care aspira să devină acționar, ceea ce a și reușit în 2005 datorită favorurilor făcute clubului Dinamo din postura sa de patron al Universității Craiova. Din acea poziție, a facilitat transferul la Dinamo al unor jucători, cum ar fi cel al lui Claudiu Niculescu, transfer anulat de FRF în primă instanță din cauza unor nereguli. În 2003, societatea care administra echipa a intrat în faliment, Nețoiu plecând la Dinamo împreună cu contractele mai multor jucători importanți, într-o vreme când era permis ca titularii contractelor unor jucători să fie persoane fizice, și nu societatea care administrează clubul profesionist. Regulamentele primei ligi românești permiteau pe atunci și continuarea participării echipei în același eșalon în ciuda falimentului. Plecarea lui Nețoiu a însemnat însă accentuarea declinului, echipa retrogradând în divizia B la sfârșitul sezonului 2004-2005.
Universitatea Craiova a început anii 2000 jucând o finală de Cupă în 2000 și participând la Cupa UEFA 2000-2001 și Cupa Intertoto 2001. Următoarele 5 sezoane au văzut Craiova terminând între locurile 4 și 8, dar retrogradând în 2005. Retrogradarea din 2005 a insemnat oprierea participari Craiovei pe prima scena a fotbalului romanesc dupa 41 de sezoane consecutive. După plecarea lui Nețoiu, un rol mai important în cadrul echipei și l-a asumat Adrian Mititelu, devenit în 2005 unic acționar al unei noi societăți care administra echipa.
Echipa va reveni după un sezon în Divizia B. Următoarele trei sezoane au văzut Craiova între locurile 9 și 7. În acești ani, în Liga 1 2008-2009, cu Nicolò Napoli ca antrenor și jucători precum Florin Costea și Mihai Costea, Andrei Prepeliță sau Julius Wobay , Craiova a avut o serie decentă de victorii împotriva rivalelor Dinamo și a campioanei en-titre CFR Cluj și aproape calificându-se în UEFA Europa League 2009-2010 . În anul următor, Craiova a retrogradat din nou și au început să apară probleme legale. La 20 iulie 2011, clubul a fost exclus temporar de către Federația Română de Fotbal pentru că nu și-a retras litigiul cu fostul antrenor Victor Pițurcă de la o instanță civilă, conform articolului 57 din statutul FRF care prevede că Federația de Fotbal soluționează toate procesele sportive. Totuși, articolul permite ca litigiile privind contractele de muncă să fie judecate în instanța civilă. Decizia de dezafiliere a fost aprobată de Adunarea Generală a FRF la 14 mai 2012, dar decizia a fost atacată în instanță. Toți jucătorii echipei au fost declarați agenți liberi și au semnat cu alte cluburi.

### Probleme identitare (2011–prezent)
Timp de doi ani, orașul nu a mai avut echipă pe primele scene ale fotbalului, abia în 2013 apărând două echipe diferite, una fiind secția de fotbal a Clubului Sportiv, iar cealaltă fiind echipa deținută de omul de afaceri local Adrian Mititelu care s-a reorganizat de mai multe ori începând cu 1994, ambele revendicându-și identitatea cu vechea echipă din anii 1948–1994. În acest moment, loialitatea suporterilor s-a divizat. Conflictul a fost disputat în instanță, până în 2016 existând decizii care atestă că niciuna dintre părți nu este urmașa Universității Craiova.
La 14 august 2013, CS U Craiova a fost afiliată provizoriu la Federația Română de Fotbal, în urma unor complicații la dosarul de licență. După rezolvarea problemelor, clubul a fost introdus în Liga a II-a, al doilea nivel al sistemului ligii românești. În sezonul 2013–14 Liga a II-a, CS U Craiova și FC Universitatea Craiova s-au întâlnit în două meciuri directe, care au dat naștere multă tensiune și incertitudine cu privire la adevăratele identități ale cluburilor. CS U Craiova a promovat înapoi în Liga I în 2014, în timp ce FC Universitatea Craiova a fost exclusă, de data aceasta definitiv, dar ulterior a reapărut sub denumirea de FC U Craiova 1948 în 2017. Reintalninandu-se pe data de 03.10.2021 cand tensiunile au atins un nivel maxim.
La momentul actual, CS U Craiova este deținătoarea de drept a mărcii, prin asocierea cu Clubul Sportiv ce deține marca și însemnele clubului, în vreme ce echipei FC U Craiova i s-a interzis dreptul de a purta numele de "Universitatea Craiova". Însă, palmaresul a fost subiect de dispută în urma primei decizii a Curții de Apel Timișoara, unde s-a stabilit că CS U Craiova nu are continuitate fotbalistică.Dar, în martie 2021, Înalta Curte de Casație și Justitie a decis trimiterea spre rejudecare a dosarului privind palmaresul Universității Craiova. În 2023, Curtea de Apel Timișoara a decis palmaresul, unde Clubul Sportiv detine palmaresul, iar echipa lui Adrian Mititelu a pierdut în instanță dreptul de a-și asocia imaginea cu Universitatea Craiova. FC U Craiova 1948 și-a schimbat oficial numele in FCU 1948 Craiova, pe 4 septembrie 2023, modificarea fiind aprobată de Federația Română de Fotbal.
Pe 12 iunie 2025, Înalta Curte de Casație și Justiție a admis recursul formulat de Adrian Mititelu împotriva deciziei Curții de Apel Timișoara, în ceea ce privește palmaresul, și a trimis cauza spre rejudecare. În urma acestei decizii, se revine provizoriu la situația de dinainte de începerea procesului, astfel că nici FCU 1948 Craiova, nici CS U Craiova nu își pot atribui palmaresul din perioada 1948-1991.

## Culori și simboluri

### Culori
Culorile clubului Universitatea Craiova erau alb-albastru. Cu toate acestea, echipamentul purtat de fotbaliștii olteni a avut de-a lungul timpului și alte culori decât cele tradiționale, cum ar fi: portocaliu, negru sau bleu.

### Simboluri oficiale

#### Stema
„Figura” centrală a acestei steme este un leu — însemn al puterii, simbol ce se află și pe stema județului Dolj — care privește spre stânga și ține sub unul din picioarele din spate o minge. Însemnul clubului era încadrat de litera „U” (inițiala Universității), repetat concentric de 5 ori, semnificând cele 5 secții ale clubului: fotbal, atletism, volei, tenis de masa și handbal. Pe umerii inițialei „U” este înscris, cu caractere mari, numele municipiului Craiova.

Logo vechi
Logo vechi
Logo vechi
Logo vechi

#### Imn
Imnul Craiovei, echipa supranumită campioana unei mari iubiri, nume care reflectă popularitatea echipei este unul din cele mai cunoscute imnuri din Romania fiind compus de Adrian Păunescu care a incetat din viata pe data 5 noiembrie 2010. Mulți l-au criticat pentru poemele în care slăvea conducătorii comuniști, dar lumea fotbalul are multe motive să-i mulțumească. A scris două imnuri care vor rămâne în istorie. Unul dintre ele este celebrul imn al Craiovei, imn care se cântă nu numai pe stadioane, dar și la nunțile din această zonă a României.

## Structura

### Stadionul Ion Oblemenco

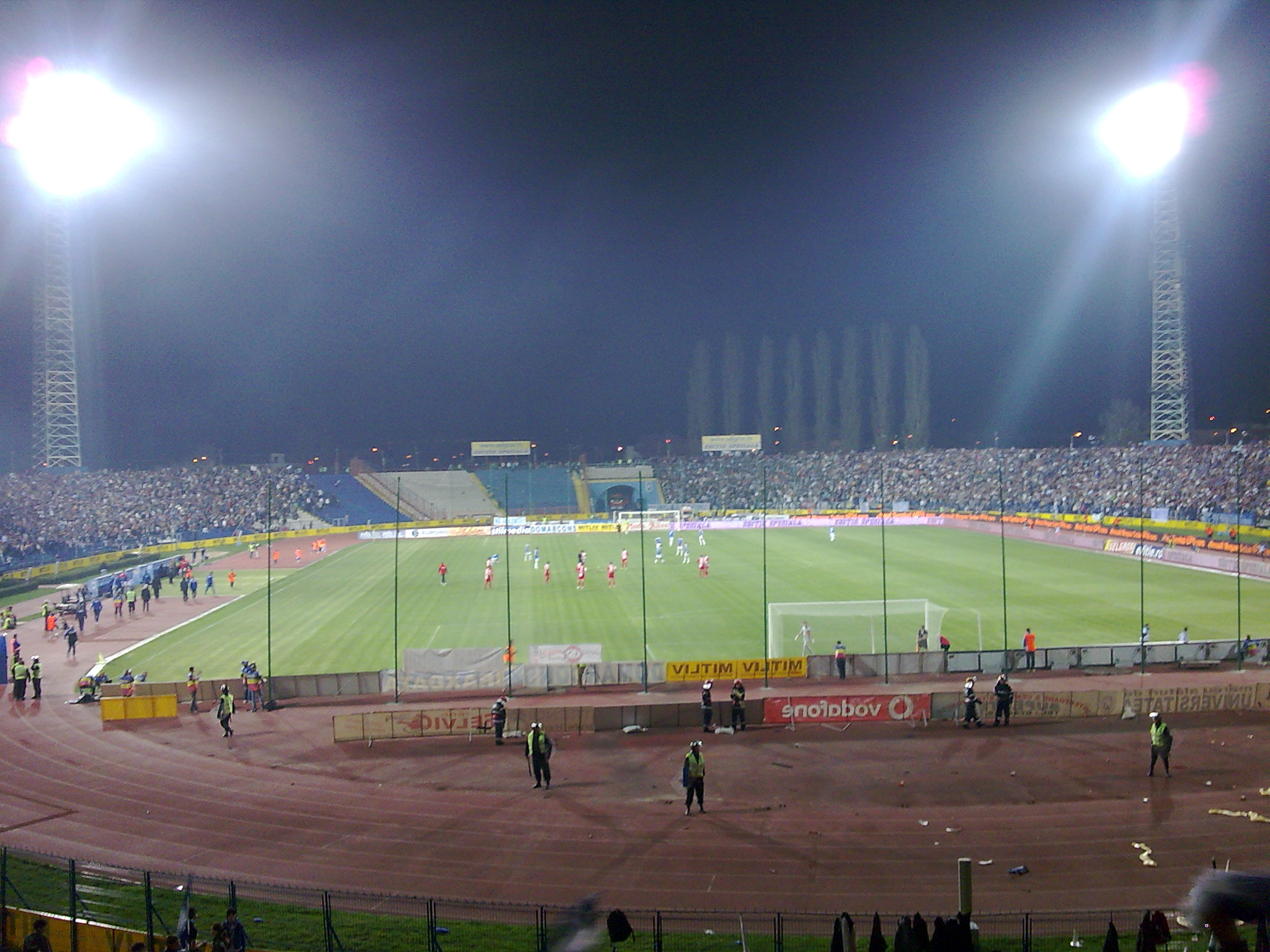
Stadionul "Ion Oblemenco", la meciul "U" Craiova - Dinamo

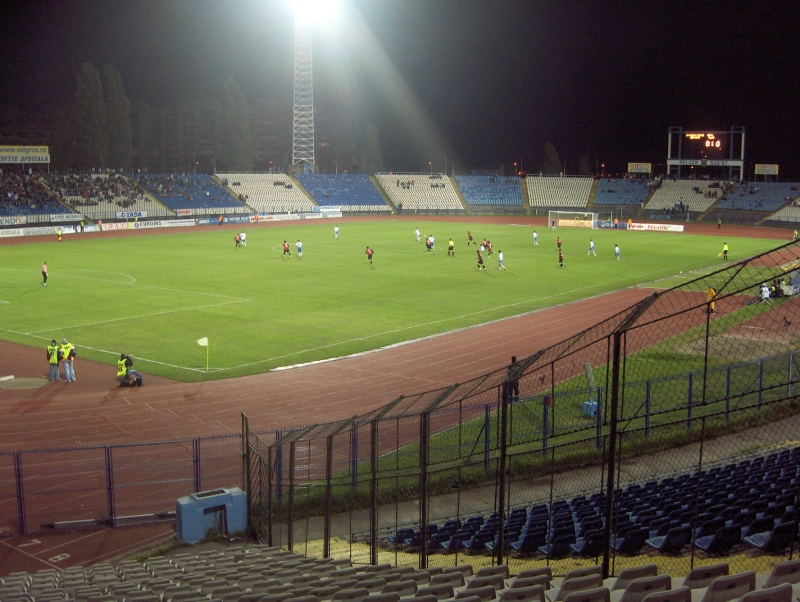
Stadionul Ion Oblemenco în 2007

Universitatea Craiova și-a disputat de-a lugul timpului partidele de pe teren propriu pe două stadioane: „Tineretului” și „Central” (mai târziu redenumit „Ion Oblemenco”). Până în 1967 echipa a jucat pe Stadionul Tineretului, situat în centrul orașului. Pe acest stadion suporterii Universității Craiova au sărbătorit în 1955 și 1958 promovările în Divizia B, dar și prima promovare în Divizia A, în 1964. În urma acestei performanțe s-a proiectat și realizat construcția celui mai mare stadion din provincie la acea vreme. Arena se numea „Central” și a fost inaugurată la 29 octombrie 1967, cu ocazia meciului echipelor de tineret ale României și Poloniei (2-2). Odată cu dispariția celui mai mare fotbalist din istoria Craiovei în anul 1996, Stadionul Central a primit numele „Ion Oblemenco”. Câteva din cele mai importante echipe de club ale Europei care au jucat împotriva Universității Craiova pe acest stadion sunt: ACF Fiorentina, Steaua Roșie Belgrad, Leeds United, Inter Milan, Bayern München, Real Betis, Olympiakos Pireu AS Monaco, Galatasaray SK și Borussia Dortmund. Cel mai important meci disputat pe Stadionul Ion Oblemenco ramâne semifinala Cupei UEFA din 1983, Universitatea Craiova - Benfica Lisabona (1-1).
După moartea legendei Universității Craiova, Ion Oblemenco, în 1996, stadionul a fost redenumit în onoarea sa. În 2008, stadionul a suferit o renovare majoră.

### Centrul de formare
Academia de tineret a Universității Craiova a dat nume importante pentru fotbalul românesc și internațional precum:Ion Geolgău, Pavel Badea, Marian Calafeteanu, Dănuț Bică, Aurel Țicleanu, Costică Donose, Ilie Balaci, Mircea Irimescu, Ionel Gane, Rodion Cămătaru, Sorin Cârțu, Eugen Neagoe, Ștefan Stoica, Cornel Frăsineanu, Andrei Ivan, Ștefan Baiaram

## Suporteri
Universitatea Craiova are mulți suporteri mai ales în Craiova și în regiunea Olteniei, dar și în restul României, chiar și în regiuni precum Timișoara (grupul Sud-Vest Lions), fiind a treia cea mai susținută echipă din țară după Steaua București și Dinamo București, după cum arată un sondaj din 2016.

### Istoric
Galeria craiovei a aparut initial in anii '70 autointitulase Ajax prezenta la tribuna a II-a, mu expunea de o organizare ultra datorita regimului Comunist care nu permitea informatii din Vestul Europei. După căderea regimului comunist, Ultras Craiova este unul din primele grupuri ultra’ care apare în Romania. El reprezenta de fapt întreaga galerie a Universității. Diferențele de mentalitate dintre membrii Ultras Craiova s-au accentuat însă în timp, lucru care a dus la desprinderea de grup, a doua facțiuni, Brigada U '95 și Commando '97, care mai târziu aveau să se unească într-una singură, dând naștere CUCS. În 1998, Brigada U '95, își schimbă numele în Craiova Ultra’ Group '98, ei alegând să stea la acel meci în Peluza Nord al Stadionul Central.
Violentele de la meciul cu Sportul Studențesc, din 1997 și etapele de suspendare a propriului teren, au determinat fanii să se hotărască asupra sectorului pe care-l vor ocupa de atunci înainte Peluza Sud. În anul 1999, fani din București ai stiintei care nu erau pe atunci componenți ai vreunei alte brigăzi ultras, dau naștere unei grupari legendare, Blue Lions București, care in 2009 se va desfiinta dupa capturarea steagului de catre rapidisti de la Legione TItan. În anii 2000-01, se reorganizeaza Peluza Sud 97, formandu-se grupari ca Freak Boys '00, Sezione Ultra '00 și cel mai fanatic Teste Matte '01, desfiintat de catre stelistide la Ultras '02, in 2004. În 2003, peisajul ultras craiovean se îmbogățește cu alte două noi grupuri, Girls (alcătuit exclusiv din fete) și South Maniaks. În martie 2004 a apărut facțiunea Ultras '04, dar și alte grupuri mai mici, Boys '04 si South Region '04, Nasty Boys '04 , care s-au unit facand parte din Praetoria '05, brigada aparută în anul 2005 și formată în mare parte din foști membri Teste Matte '01. 
În 2007, datorita unor divergente intre gruparile, Sezione Ultra '00 și Praetoria '05 , South Guard '07, Ultras '04, cei dintai se muta in sectorul peluzei A a Stadionului Ion Oblemenco, formandu-se Peluza Nord Craiova. Nordul Craiovei se va mari cu brigazile Ultrași Liberi' 07, Gruppo Motru '08, Utopia Targu Jiu '08 (care va fii capturat de catre Peluza Sud 97).
În 2013 s-a produs o divizare puternică între suporteri din cauza incertitudinii cu privire la adevăratele identități ale celor două cluburi care revendică recordul Universității. Sezione Ultra '00 și Utopia '08 de la Peluza Nord Craiova au ales să susțină CS U Craiova, în timp ce Praetoria '05 și Ultras '04 de la Peluza Sud 97 au ales FC U Craiova. Ulterior, în 2017, Ultras '04 a a renuntat să sustina clubul și a decis să rămână neutră. Majoritatea grupurilor care formau Peluza Sud 97, în anul 2023, după pierderea palmaresului, siglei, și a numelui de către Adrian Mititelu și-au suspendat activitateape o perioada nedeterminata. În același an, o masa de suporteri ultras din Peluza Sud 97 au continuat sa sustina clubul al lui Adrian Mititelu, pana la retrogradarea din 2024. In anul 2023, gruparile Peluzei Sud 97 erau: Praetoria ‘05, Gruppo Motru '08, Capillati '14, Unu și Unu ‘17, Puștanii Purisani ‘17, Sud Vest Lions ‘17, Sud Slatina ‘17, Ultras Comati ‘17, Boys '21.
După ceva timp, dat fiind faptul că CS U Craiova a a luat locul vechiului club, s-au înființat multe grupuri noi în Peluza Nord Craiova : Nord Oltenia ‘16, Unu mai Unit ‘20, Vechiul Spirit Ultras ‘14 și Perspectiva Ultra '19. Peluza Nord Craiova fiind formata din: Sezione Ultra '00, Vechiul Spirit Ultras ‘14, Nord Oltenia ‘16, Gruppo Sibiu '17, Perspectiva Ultra '19, Unu mai Unit ‘20, Baietii cu Coloana '24.

### Rivalități
Universitatea Craiova ține de multă ranchiune față de Dinamo București, care s-a dezvoltat la sfârșitul sezonului 1972–73. Cei doi au terminat la egalitate de puncte campionatul național, dar Dinamo a primit titlul datorită unui golaveraj ceva superior.
Știința are și rivalități mai puțin intense cu celelalte două cluburi importante din capitală, Steaua București și Rapid București. De-a lungul timpului clubul a avut concurență locală cu formații precum Extensiv Craiova și, din 2013, FC U Craiova, entitatea menționată mai sus care deține și recordul Universității. Anii 2010 au început și o rivalitate minoră împotriva Pandurii Târgu Jiu, o altă echipă notabilă din Oltenia.

### Înfrățire
Ultrasi Craioveni nu este înfrățită cu nici o echipă, chiar dacă pe vremuri au existat frății cu echipe precum Rapid București sau Politehnica Timișoara. Brigada Praetoria ‘05 de la Peluză Sud Craiova ‘97 are o prietenie Fervent '07 (Farul Constanța). Pe plan european, ambele peluze craiovene au o prietenie cu ultrasi din Curva A Napoli (SCC Napoli) dar Peluza Nord Craiova expune de o fratie cu Amberes 17 (Royal Antwerp). 

## Palmares

### Intern

#### Ligi
Liga I:
  (4) : 1974, 1980, 1981, 1991
  (3) : 1973, 1982, 1983
  (6) : 1967, 1975, 1977, 1984, 1986, 1990
 Liga II:
  (1) : 1963–64
  (1) : 1960–61
 Liga III:
  (1) : 1957–58

#### Cupe
Cupa României
Câștigătoare (7) : 
- 1977 • 2 - 1 Steaua București
- 1978 • 3 - 1 Olimpia Satu Mare
- 1981 • 6 - 0 Politehnica Timișoara
- 1983 • 3 - 1 Politehnica Timișoara
- 1991 • 2 - 1 FC Bacău

#### De-a lungul timpului
- 46 de ani (41 consecutivi) pe prima scenă fotbalistică
- locul 4 în clasamentul tuturor timpurilor al Diviziei A

## Performanțe externe

### De-a lungul timpului
- Prima echipă de fotbal din România calificată în sferturile de finală ale Cupei Campionilor Europeni: 1981-1982.
- Prima echipă din România care a eliminat formații din Germania (1. FC Kaiserslautern) și Anglia (Leeds United).
- Semifinalistă a Cupei UEFA: 1982-1983
- Sfertfinalistă a Cupei Campionilor Europeni: 1981-1982
- Participantă la 9 ediții ale Cupei UEFA
- Participantă la 3 ediții ale Cupei Campionilor Europeni

## CS Universitatea Craiova în cupele europene
| Cupa UEFA 1973-1974                 |          |                          |
| Turul 1                             |          |                          |
| Fiorentina                          | 0-0      | Universitatea Craiova    |
| Universitatea Craiova               | 1-0      | Fiorentina               |
| Turul 2                             |          |                          |
| Standard Liège                      | 2-0      | Universitatea Craiova    |
| Universitatea Craiova               | 1-1      | Standard Liège           |
| Cupa Campionilor Europeni 1974-1975 |          |                          |
| Turul 1                             |          |                          |
| Universitatea Craiova               | 2-1      | Åtvidaberg               |
| Åtvidaberg                          | 3-1      | Universitatea Craiova    |
| Cupa UEFA 1975-1976                 |          |                          |
| Turul 1                             |          |                          |
| Universitatea Craiova               | 1-3      | Steaua Roșie Belgrad     |
| Steaua Roșie Belgrad                | 1-1      | Universitatea Craiova    |
| Cupa UEFA 1979-1980                 |          |                          |
| Turul 1                             |          |                          |
| Wiener Sport-Club                   | 0-0      | Universitatea Craiova    |
| Universitatea Craiova               | 3-1      | Wiener Sport-Club        |
| Turul 2                             |          |                          |
| Universitatea Craiova               | 2-0      | Leeds United             |
| Leeds United                        | 0-2      | Universitatea Craiova    |
| Turul 3                             |          |                          |
| Borussia Mönchengladbach            | 2-0      | Universitatea Craiova    |
| Universitatea Craiova               | 1-0      | Borussia Mönchengladbach |
| Cupa Campionilor Europeni 1980-1981 |          |                          |
| Turul 1                             |          |                          |
| Internazionale                      | 2-0      | Universitatea Craiova    |
| Universitatea Craiova               | 1-1      | Internazionale           |
| Cupa Campionilor Europeni 1981-1982 |          |                          |
| Turul 1                             |          |                          |
| Universitatea Craiova               | 3-0      | Olympiacos               |
| Olympiacos                          | 2-0      | Universitatea Craiova    |
| Turul 2                             |          |                          |
| Kjøbenhavns Boldklub                | 1-0      | Universitatea Craiova    |
| Universitatea Craiova               | 4-1      | Kjøbenhavns Boldklub     |
| Sfert de Finală                     |          |                          |
| Universitatea Craiova               | 0-2      | Bayern München           |
| Bayern München                      | 1-1      | Universitatea Craiova    |
| Cupa Uefa 1982-1983                 |          |                          |
| Turul 1                             |          |                          |
| Universitatea Craiova               | 3-1      | Fiorentina               |
| Fiorentina                          | 1-0      | Universitatea Craiova    |
| Turul 2                             |          |                          |
| Shamrock Rovers                     | 0-2      | Universitatea Craiova    |
| Universitatea Craiova               | 3-0      | Shamrock Rovers          |
| Turul 3                             |          |                          |
| Girondins de Bordeaux               | 1-0      | Universitatea Craiova    |
| Universitatea Craiova               | 2-0      | Girondins de Bordeaux    |
| Sferturi de Finală                  |          |                          |
| Kaiserslautern                      | 3-2      | Universitatea Craiova    |
| Universitatea Craiova               | 1-0      | Kaiserslautern           |
| Semifinală                          |          |                          |
| Benfica                             | 0-0      | Universitatea Craiova    |
| Universitatea Craiova               | 1-1      | Benfica                  |
| Cupa Uefa 1983-1984                 |          |                          |
| Turul 1                             |          |                          |
| Universitatea Craiova               | 1-0      | Hajduk Split             |
| Hajduk Split                        | 1-0      | Universitatea Craiova    |
| Hajduk Split                        | 3-1 pen. | Universitatea Craiova    |
| Cupa Uefa 1984-1985                 |          |                          |
| Turul 1                             |          |                          |
| Real Betis                          | 1-0      | Universitatea Craiova    |
| Universitatea Craiova               | 1-0      | Real Betis               |
| Universitatea Craiova               | 5-3 pen. | Real Betis               |
| Turul 2                             |          |                          |
| Universitatea Craiova               | 1-0      | Olympiacos Pireus        |
| Olympiacos Pireus                   | 0-1      | Universitatea Craiova    |
| Turul 3                             |          |                          |
| Universitatea Craiova               | 2-0      | FK Željezničar Sarajevo  |
| FK Željezničar Sarajevo             | 4-0      | Universitatea Craiova    |
| Cupa Uefa 1986-1987                 |          |                          |
| Turul 1                             |          |                          |
| Universitatea Craiova               | 2-0      | Galatasaray              |
| Galatasaray                         | 2-1      | Universitatea Craiova    |
| Turul 2                             |          |                          |
| Dundee United                       | 3-0      | Universitatea Craiova    |
| Universitatea Craiova               | 1-0      | Dundee United            |
| Cupa Uefa 1987-1988                 |          |                          |
| Turul 1                             |          |                          |
| Universitatea Craiova               | 3-2      | Desportivo de Chaves     |
| Desportivo de Chaves                | 2-1      | Universitatea Craiova    |
| Cupa Uefa 1990-1991                 |          |                          |
| Turul 1                             |          |                          |
| KF Partizani Tirana                 | 0-1      | Universitatea Craiova    |
| Universitatea Craiova               | 1-0      | KF Partizani Tirana      |
| Turul 2                             |          |                          |
| Universitatea Craiova               | 0-3      | Borussia Dortmund        |
| Borussia Dortmund                   | 1-0      | Universitatea Craiova    |

### Bilanț general
Cupa Campionilor Europeni:
| Apariții | Meciuri | Victorie | Egal | Înfrângere | GM | GP |
| -------- | ------- | -------- | ---- | ---------- | -- | -- |
| 3        | 10      | 3        | 2    | 5          | 12 | 14 |

Cupa UEFA:
| Apariții | Meciuri | Victorie | Egal | Înfrângere | GM | GP |
| -------- | ------- | -------- | ---- | ---------- | -- | -- |
| 9        | 40      | 20       | 6    | 14         | 42 | 36 |

Cupa Cupelor UEFA:
| Apariții | Meciuri | Victorie | Egal | Înfrângere | GM | GP |
| -------- | ------- | -------- | ---- | ---------- | -- | -- |
| 3        | 10      | 4        | 2    | 4          | 19 | 15 |

Total:
| Apariții | Meciuri | Victorie | Egal | Înfrângere | GM | GP |
| -------- | ------- | -------- | ---- | ---------- | -- | -- |
| 15       | 60      | 27       | 10   | 23         | 73 | 65 |

## Jucători importanți
Portari
| - Ion Papuc - Florin Oprea - Paul Manta - Gabriel Boldici - Marius Purcaru |  | - Eugen Voda - Dorin Arcanu - Cătălin Lulelaru - Paul Ștefănescu - Marian Sinescu - Valentin Agachi - Silviu Lung |  |  |

Fundași
| - Marian Vasilescu - Marin Marcel - Ion Constantinescu - Ștefan Sameș - Dragu Bădin - Alexandru Boc - Petre Deselnicu - Grigore Ciupitu - Nicolae Negrilă |  | - Costică Ștefănescu - Nicolae Ungureanu - Petre Purima - Adrian Bumbescu - Vasile Mănăilă - Florin Cioroianu - Emil Săndoi - Gheorghe Popescu - Nicolae Tilihoi |  | - Nicolae Zamfir - Adrian Popescu - Marian Rada - Cristian Vasc - Florin Bătrânu - Gabriel Vochin |  | - Cornel Frăsineanu - Dumitru Mitriță |

Mijlocași
| - Naum Cricitoiu - Zbarcea - Lucian Strâmbeanu - Aurel Țicleanu - Costică Donose - Ilie Balaci - Aurică Beldeanu - Mircea Irimescu - Silvian Cristescu |  | - Gigi Ciurea - Gheorghe Ceaușilă - Dănuț Bică - Ovidiu Dodu - Gheorghe Bujor - Paul Nedelcu |  | - Ion Geolgău - Liță Dumitru - Pavel Badea |  | - Marius Sava - Marian Calafeteanu |

Atacanți
| - Constantin Sfârlogea - Florea Martinovici - Ion Niță - Iulian Bălan - Nedelcu II - Teodor Țarălungă - Ion Oblemenco - Dumitru Marcu - Victor Pițurcă |  | - Eugen Neagoe - Ștefan Stoica - Roland Agalliu - George Biță - Ionel Gane - Ionuț Savu - Andrei Ivan |  | - Zoltan Crișan - Sorin Cârțu - Marian Bâcu - Octavian Popescu (fotbalist) - Rodion Cămătaru |